# Mighty Sparrow
Slinger Francisco (Grand Roy, Grenada 9 juli 1935) is een zanger, componist en gitarist uit de Caraïben. Hij is beter bekend onder zijn artiestennamen Mighty Sparrow (machtige mus) en Birdie (vogeltje).

## Calypso
Al binnen een jaar verhuisde het gezin Francisco al naar Trinidad, alwaar de kleine zanger opgroeide in Port of Spain. Muziek werd op de katholieke school met de paplepel ingegoten en hij raakt gefascineerd door de calypso. Op zijn veertiende ging hij spelen in een steeldrumband. Ongeveer rond die tijd kreeg hij zijn bijnaam. In die tijd was het gewoon om bij dansfeesten etc. de keurige Engelse etiquette aan te houden en vooral niet al te opzichtig en frivool te bewegen. Dat had tot gevolg dat musici en zangers er nogal stijf bijstonden, ook al noopte de muziek tot bewegen. Francisco kon echter de benen niet stil houden en kreeg daarom de opmerking naar zijn hoofd geslingerd: "Waarom zing je niet gewoon in plaats van als een mus rond te bewegen". Alhoewel als grappige opmerking bedoeld bleef de bijnaam aan hem kleven, aldus Mighty Sparrow in 1994 bij zijn latere compact disc Hot Like Fire.
In 1956 kreeg Mighty Sparrow een van zijn eerste prijzen; hij won de Carnival Road March (hij zou hem nog zeven keer winnen) en de Calypso March in Trinidad met zijn lied Jean and Dinah. Het prijzengeld hield niet over: 40 Amerikaanse dollars. Als protest daartegen schreef hij het lied Carnival Boycott en riep andere zangers op solidair te zijn. Mighty Sparrow claimde later dat deze actie van hem er uiteindelijk toe leidde dat het prijzengeld omhoog ging en dat er een comité kwam om het carnaval verder te stimuleren. Zelf had hij het wel gezien en deed voor drie achtereenvolgende jaren niet mee, maar won toch buiten mededinging een wedstrijd in 1958 met zijn nummer PAYE.
Gedurende diezelfde tijd werd de calypso ook een soort exportproduct en Mighty Sparrow kreeg enige bekendheid in het Verenigd Koninkrijk. In de Verenigde Staten was Harry Belafonte hem voor geweest met zijn album Calypso, dat meer dan 1 miljoen exemplaren verkocht. Mighty Sparrow nam met de hulp van Belafonte zelf ook muziek op om vaste voet in de VS te krijgen, maar slaagde daar uiteindelijk niet in. Hij ging zijn geluk beproeven in Engeland. In 1960 was Mighty Sparrow weer terug aan de top in Trinidad nadat hij met Ten to One is Murder opnieuw een eerste prijs had gewonnen in eerder genoemde competities. Gedurende de jaren 60 bleef hij populair in Trinidad. In 1969 had hij met Byron Lee en The Dragonaires een hit in Nederland met Only a Fool Breaks His Own Heart, dat in 1977 opnieuw en 27 weken genoteerd stond in de (voorloper van de) Single Top 100 en Nederlandse Top 40. Tevens stond hun nummer Make the world go away op de rand van toetreden tot diezelfde hitparade. Ook in de 21e eeuw zong Mighty Sparrow nog, hij schreef onder andere een lied ter ondersteuning van de campagne van Barack Obama (Barack The Magnificient; 2008).

## Teksten
Mighty Sparrows teksten kenden veel ironie/zelfspot over het leven in de Caraïben. Regelmatig bezong hij het geflirt van de plaatselijke dames waarbij hij expliciete seksueel getinte teksten niet achterwege liet. Ook het culturele leven in de Caraïben nam hij weleens op de hak met een titel als Witch Doctor. In zijn teksten ging hij weleens te ver, zo werd zijn lied Congo Man verbannen vanwege racistische teksten en teksten over seksgedrag en kannibalisme bij mensen van Afrikaanse afkomst. Die ban zou van 1965 tot 1989 duren.
Aan de andere kant bezong Mighty Sparrow tevens sociale en politieke thema's in zijn liederen. Hij was aanhanger van de People's National Movement, die vanaf 1955 ijverde voor een onafhankelijk Trinidad en Tobago, wat het in 1962 kreeg. Zijn lied William the Conqueror is een hommage aan de leider van PNM Eric Williams. Zijn lied PAYE (Pay as you earn) was echter een protest tegen de nieuwe belasting. Mighty Sparrow hield het echter mild. Hij bleef echter commentaar leveren op van alles en nog wat, zo schreef hij het lied BG Plantain betreffende het feit dat de bakbananen uit Brits Guyana van een betere kwaliteit waren dan die van Trinidad, terwijl het voor de bevolking van Trinidad en Tobago toch een van de belangrijkste ingrediënten is van de plaatselijke keuken.
Al midden jaren 60 bezong Mighty Sparrow Garfield Sobers (stercricketer) in zijn Sir Garfield Sobers; de titel Sir zou echter pas in 1975 toegekend worden. Het lied begon aldus:
"Who's the greatest cricketer on Earth or Mars?
Anyone can tell you, it's the great Sir Garfield Sobers!
This handsome Barbadian lad really knows his work.
Batting or bowling, he's the cricket King, no joke!
Three cheers for Captain Sobers!"

## Discografie
- Calypso Kings and Pink Gin (Cook Records, 1957)
- King Sparrow's Calypso Carnival (Cook Records)
- Calypso Exposed (Cook, 1961)
- Sparrow in Hi-Fi (Cook, 1963)
- Hot and Sweet (Producent: Van Dyke Parks) - Warner Bros, 1974
- 16 Carnival Hits (met Lord Kitchener) - 1992
- Calypso Awakening from the Emory Cook Collection (Smithsonian Folkways, 2000)
- Mighty Sparrow Dance Party Gold 2000
- First Flight: Early Calypsos from the Emory Cook Collection (Smithsonian Folkways, 2005)
- Sparrow Hits on Karaoke - Islandstars Karaoke, 2005

### NPO Radio 2 Top 2000
| Nummer met noteringen in de NPO Radio 2 Top 2000                   | '99 | '00  | '01  | '02  | '03  | '04  | '05 | '06  |
| ------------------------------------------------------------------ | --- | ---- | ---- | ---- | ---- | ---- | --- | ---- |
| Only a Fool Breaks His Own Heart (met Byron Lee & the Dragonaires) | 830 | 1281 | 1851 | 1754 | 1930 | 1719 | -   | 1890 |

1. ↑  Een '-' betekent dat het nummer niet was genoteerd en een vetgedrukt getal geeft de hoogste notering aan.
2. ↑  Deze tabel is bijgewerkt tot en met de laatste editie (2024).